# Kirche Großsolt

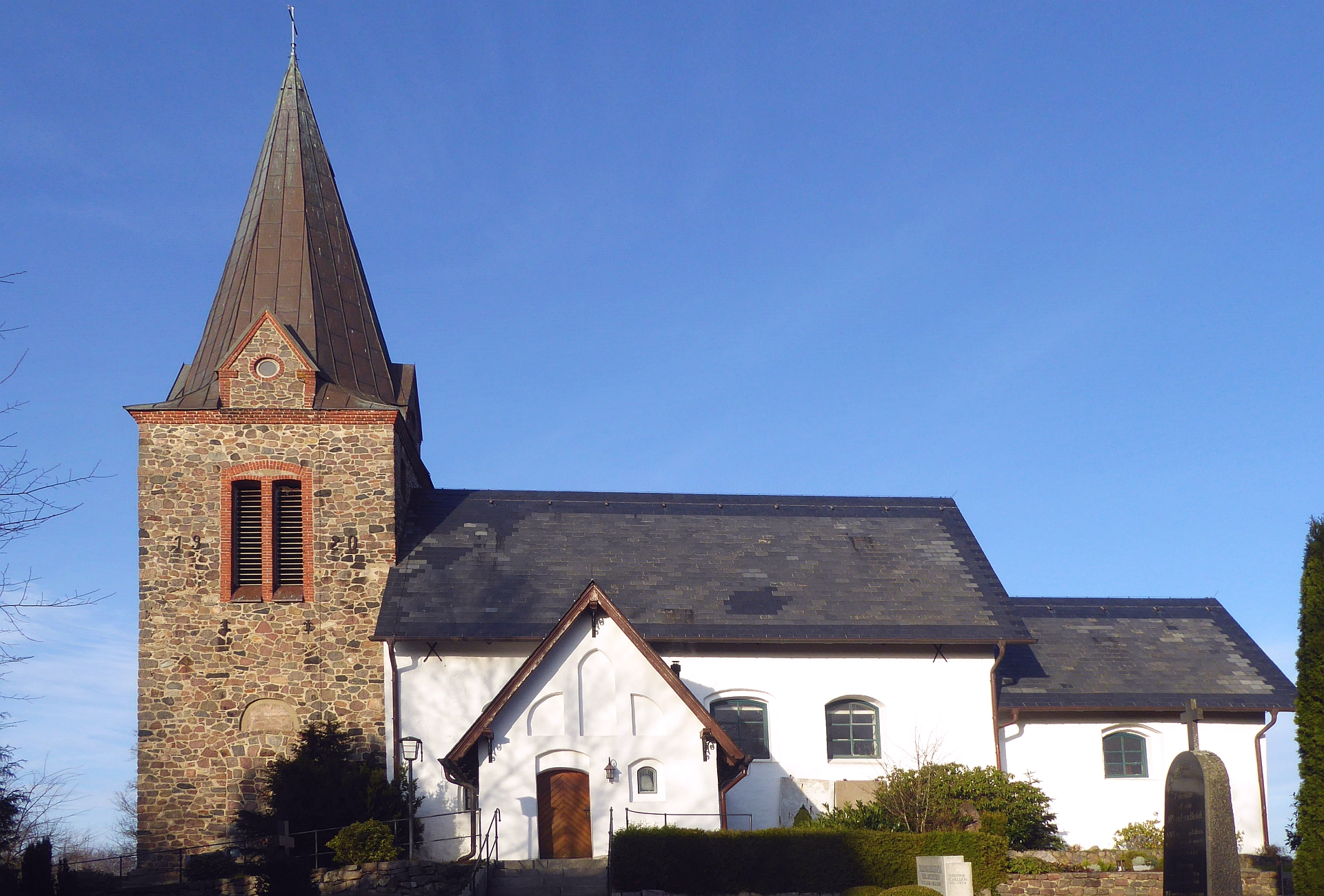
Kirche Großsolt

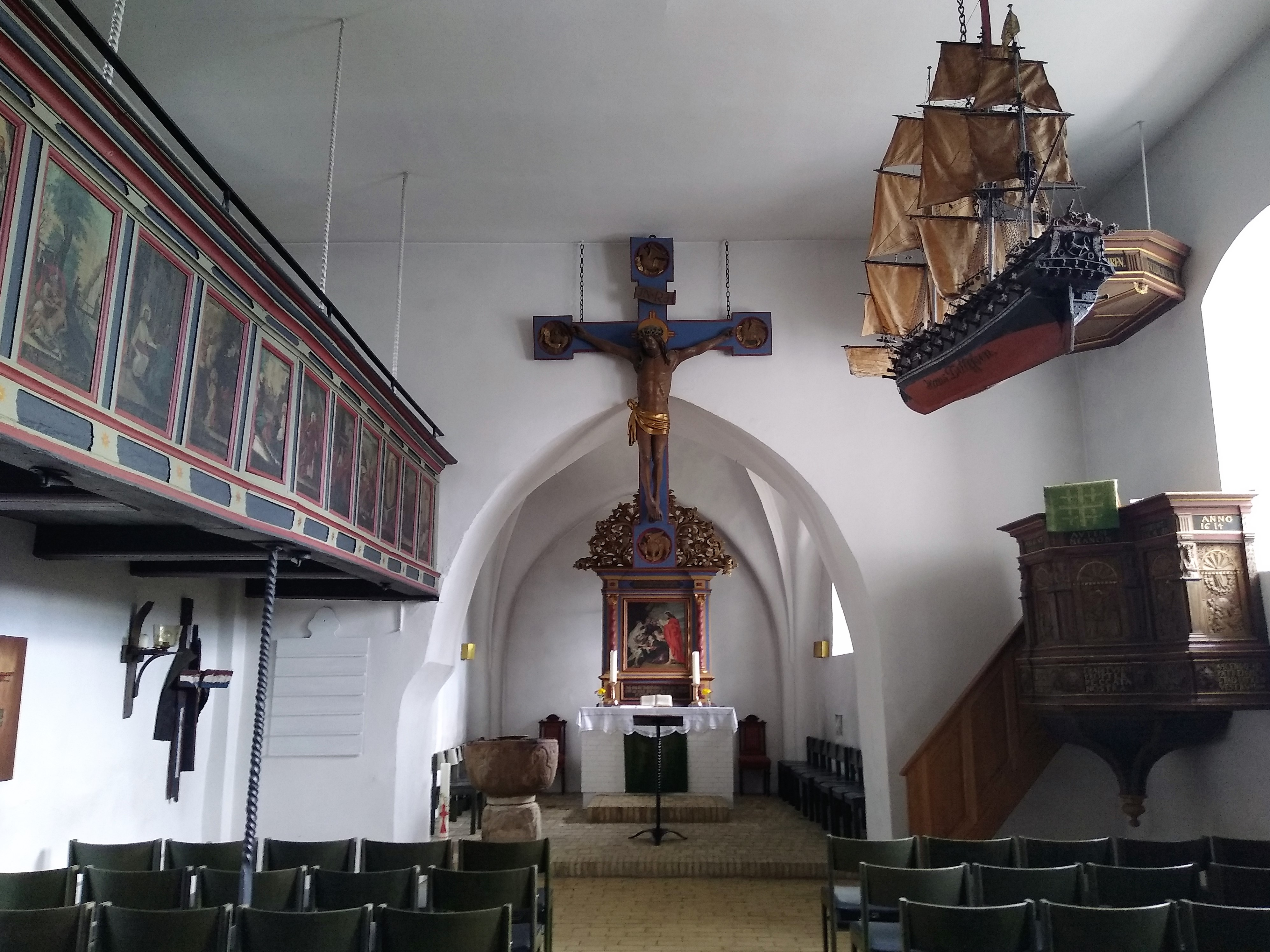
Innenraum der Kirche Großsolt

Die Kirche Großsolt (dänisch: Store Solt Kirke) ist eine romanische Feldsteinkirche in Großsolt. Zusammen mit der St.-Johannes-Kirche in Kleinsolt gehört sie zur Kirchengemeinde Großsolt-Kleinsolt im Kirchenkreis Schleswig-Flensburg der Evangelisch-Lutherischen Kirche in Norddeutschland.

## Bau
Die Kirche in Großsolt wurde am Ende des 12. Jahrhunderts als einschiffiger Feldsteinbau mit Kastenchor gebaut. Kirche und Dorf lagen damals direkt am Treßsee. Es ist weder das genaue Baujahr bekannt, noch welchem Heiligen sie ursprünglich geweiht war. In der Spätgotik wurde der Chor eingewölbt. Dabei erhielt der Chorbogen einen gotischen Spitzbogen. Etwa gleichzeitig wurde das Vorhaus vor dem Südportal, das sogenannte Waffenhaus, angebaut. Der auffällige hohe Feldsteinturm wurde erst 1920 errichtet. Zuvor hatte die Kirche einen an das Kirchenschiff angelehnten hölzernen Glockenturm.

## Ausstattung
Ältestes Ausstattungsstück ist wie in vielen Kirchen in Angeln eine Granittaufe etwa aus der Erbauungszeit. Bei der Großsolter Kirche handelt es sich aber nicht um ein importiertes Taufbecken, sondern um die Arbeit eines einheimischen Steinmetzes. Die Kuppa zeigt als Relieffiguren Petrus, Paulus und die Evangelistensymbole. Ihr Fuß ist ein umgekehrtes Würfelkapitell mit Eckköpfen und Sagenfiguren (Drache).
Das Triumphkreuz im Chorbogen stammt aus dem Ende des 15. Jahrhunderts. Die 1614 im Renaissancestil geschaffene Kanzel ist das Werk eines namentlich nicht bekannten Bildschnitzers, der dem Umkreis der Werkstatt von Heinrich Ringerink zugeordnet wird. Die Emporenkanzel mit Hermenpilastern entspricht dem sogenannten Angler Typ. Die Reliefs zeigen Szenen aus der Heilsgeschichte (Verkündigung Mariae, Geburt Jesu, Kreuzigung, Auferstehung, Himmelfahrt), erläutert durch lateinische Texte.
Der barocke Altaraufbau mit reicher Akanthusschnitzerei kam etwa 1700 in die Kirche. Das Altarbild von 1920 zeigt die Auferweckung des Lazarus. H. Bruhn malte es 1920 nach einem Vorbild von Rubens. Das Votivschiff „Urania“ schenkte 1719 die Schifferfamilie Detleffsen. Das Original befindet sich heute im Schifffahrtsmuseum Flensburg. Der Orgelprospekt stammt von 1810. Die Orgel war eine Stiftung eines Hufners aus dem zum Kirchspiel gehörenden Dorf Kollerup.

## Emporenbilder

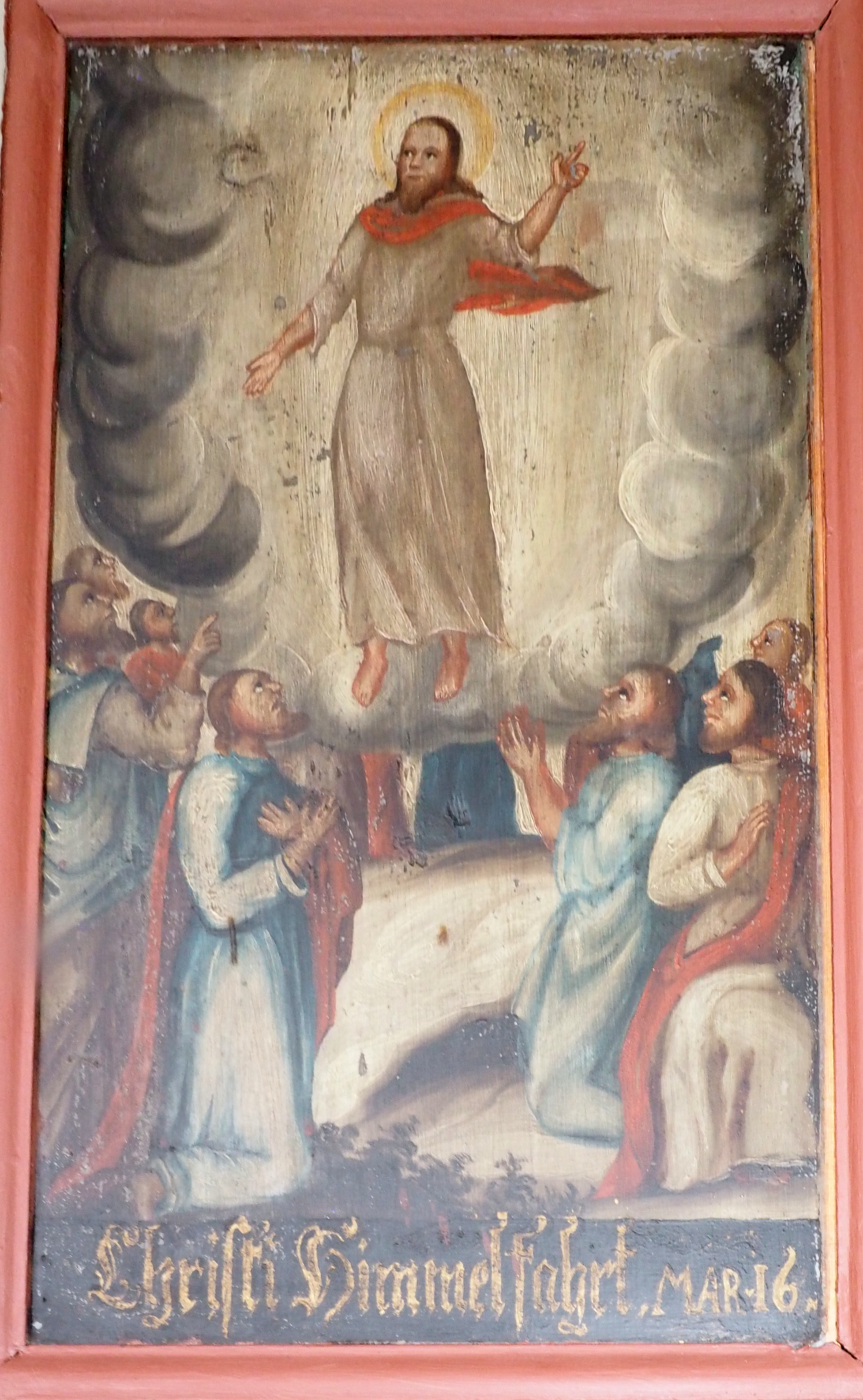
Emporenmalerei in Großsolt

Die Empore an Nord- und Westwand wurde 1748 eingezogen. An der Brüstung befinden sich als eine Art Bilderbibel Szenen aus dem Alten und Neuen Testament.
1. Aufschrift: „Der Stand der Unschold“
2. Aufschrift: „Der Sündenfal“
3. Aufschrift: „Austreibung aus Paredeis“  (Spiegelverkehrt nach einer Vorlage der Merianbibel.)
4. Aufschrift: „Jesus der gute Hirt“ (Ähnlich den Darstellungen an den Emporen in Ermstedt, Mögeltondern und Sörup.)
5. Aufschrift: „David erlegt Goliat“ (Ähnlich der Darstellung an der Empore in Medelby)
6. Aufschrift: „Die Verkündung Mariä“ (Ähnlich den Darstellungen an den Emporen in Medelby)
7. Aufschrift: „Die Geburt Christi“
8. Aufschrift: „Josepfs Flogt in Egipten“ (Ähnlich den Darstellungen an den Emporen in Ermstedt und Sörup.)
9. Aufschrift: „Die Tauffe Christi“ (Spiegelverkehrt nach einer Vorlage der Merianbibel.)
10. Aufschrift: „Die Versuchung Christi“ (Ähnlich den Darstellungen an den Emporen in Husby und Sörup.)
11. Aufschrift: „Die Verklärung Christi am berg tabor“ (Ähnlich den Darstellungen an den Emporen in Medelby und Eggebek.)
12. Aufschrift: „Der barmherzige Samariter“ (Ähnlich der Darstellung an der Empore in Mögeltondern)
13. Aufschrift: „Jesus und Nikodemus“
14. Aufschrift: „Jesu Seelenleiden im Ölgarten“ (Ähnlich der Darstellung an der Empore in Eggebek)
15. Aufschrift: „Die Einreitung Christi zu Jerusalem“ (Nach einer Vorlage der Merianbibel.)
16. Aufschrift: „Judä Verrätherey, Petri eifer“  (Nach der Vorlage von Christoph Weigel)
17. Aufschrift: „Petri Verleugnung“
18. Aufschrift: „Christus wird gekreuzigt“ (Ähnlich den Darstellungen an den Emporen in Husby und Medelby.)
19. Aufschrift: „Auferstehung Christi“ (Ähnlich der Darstellung an den Emporen in Medelby.)
20. Aufschrift: „Zwo Jünger ging nach Emmaus“
21. Aufschrift: „Christi Himmelfahrt“ (Ähnlich der Darstellung an den Emporen in Medelby.)